# 渡邊志穗 (歌手)
渡邊志穗（1987年10月25日—），曾經是日本女子團體AKB48的成員，出生於兵庫縣加古川市，隸屬於演藝經紀公司。

## 人物
- 在AKB48組成時是teamA的成員，在之後為了支援teamB而被移到teamB。在teamB 1st公演「青春女孩」最後一場公演時從AKB48畢業。
- 住在超高層公寓中，有噴泉、直升機停機坪等設施。
- 與AKB48的感情很好，彼此的部落格中常有一起活動的記錄。
- 2008年9月參加日劇『BLOODY MONDAY』演員甄選（網路投票）獲得第1名，因此得到日劇演出機會。
- 2008年12月因為漢字「邊」難寫常常弄錯的關係，所以把名字由改為。[1]

## 演出

### 日劇
- BLOODY MONDAY（2008年10月 - 12月、TBS） - 飾 村上杏里
- ぼくの妹（日语：ぼくの妹）（2009年4月19日、TBS）

### 電視節目
- （Sky PerfecTV!エンタ!371（日语：エンタ!371）） - 固定成員
- （2008年2月2日 - 、TBS） - 早午餐情報員
- （2008年9月20日 - TBS）

### 廣播節目
- k'z Station（日语：k'z Station）　2008年11月28日

### 雜誌
- street Jack（日语：street Jack） 9月号

### 演唱會
- （2009年1月18日、SHIBUYA-AX）

### 網路節目
- Yahoo!Live Talk（2008年10月11日）

## AKB48時代參加的組曲
teamA 1st Stage 
teamA 2nd Stage 
teamA 3rd Stage 
teamB 1st Stage 
1. Blue rose

## 外部連結
- （日語）渡邊志穗公式部落格「すっぴんブログ」 （页面存档备份，存于）（2008年8月26日 - ）
- （日語）渡邊志穗公式網站
- （日語）渡辺志穂的X（前Twitter）